# Водолажский, Василий Александрович
Василий Александрович Водолажский (1937—1992) — полковник Советской Армии, участник ликвидации последствий аварии на Чернобыльской АЭС, Герой Российской Федерации (1995).

## Биография
Василий Водолажский родился 9 февраля 1937 года в селе Хотомля (ныне — Волчанский район Харьковской области Украины). В 1954 году он окончил десять классов школы в Харькове. В том же году он был призван на службу в Советскую Армию. В 1959 году Водолажской окончил военное авиационное училище в городе Пугачёве Саратовской области. К весне 1986 года полковник Василий Водолажский был заместителем командира 65-го отдельного вертолётного полка 26-й воздушной армии Белорусского военного округа. Участвовал в ликвидации последствий аварии на Чернобыльской АЭС.
В июле 1986 года Водолажский был направлен в Чернобыльский район в качестве руководителя сводной оперативной группы вертолётчиков. Несмотря на то, что предельно допустимую дозу облучения лётчики получали за пятнадцать дней, сам Водолажский остался здесь на три месяца. Занимался обучением пилотов, которым предстояло сбрасывать блокирующие материалы в реактор, обучив 33 экипажа. Несмотря на то, что Водолажский как командир мог не принимать участия в непосредственной ликвидации последствий аварии, он участвовал в очистке крыши машинного зала ЧАЭС от обломков радиоактивно опасного графита, устанавливал воздушные фильтры, которые очищали воздух, поступавший в работающие залы АЭС. В те дни Водолажский лично совершил 120 вылетов, сбросив в реактор около 300 тонн блокирующих материалов, при этом многократно спускался намного ниже допустимой безопасной высоты. К концу его командировки в Чернобыль у него имелось облучение, более чем в 3 раза превышающее условно допустимое. В октябре 1988 года Водолажский был уволен в запас. Длительное время лечился в Московском военном госпитале имени Бурденко, но лечение не принесло ожидаемых результатов. Умер от последствий облучения 18 июня 1992 года, похоронен на кладбище села Королёв Стан Минской области Белоруссии.
Указом Президента Российской Федерации от 17 февраля 1995 года за «мужество и героизм, проявленные при ликвидации последствий на аварии на Чернобыльской АЭС» полковник Василий Водолажский посмертно был удостоен высокого звания Героя Российской Федерации. Также был награждён орденами «За службу Родине в Вооружённых Силах СССР» 3-й степени и «Знак Почёта», а также рядом медалей. Навечно зачислен в списки личного состава белорусской воинской части.
В честь Водолажского названа улица в Минске.